# Sokolniki (województwo kujawsko-pomorskie)
Sokolniki – wieś w Polsce, położona w województwie kujawsko-pomorskim, w powiecie inowrocławskim, w gminie Kruszwica.

## Podział administracyjny
W latach 1975–1998 miejscowość położona była w województwie bydgoskim.

## Demografia
Według Narodowego Spisu Powszechnego (III 2011 r.) wieś liczyła 106 mieszkańców. Jest 39. co do wielkości miejscowością gminy Kruszwica.

## Historia

### Średniowiecze
Pierwsze wzmianka o Sokolnikach znajduje się w kronikarskich zapiskach z XI wieku. Wzmiankuje się tam o wsi służebnej wobec grodu książęcego w Kruszwicy. Służebność polegała na tym, że wieśniacy mieli obowiązek układania sokołów używanych przez możnych do polowań. Dalej wieś rozwijała się pod wpływem grodu Kruszwica. W kruszwickim zamku odbywały się zjazdy książąt polskich i polowania z udziałem sokołów. Mieszkańcy Sokolnik w uznaniu zasług otrzymują 2 łany (innym razem wspomina się o 2 włókach ziemi uprawnej) i status kmiecia (kmiotka zagrodowego), wolnego od obowiązku odrabiania pańszczyzny (tu warto wspomnieć, że 1 łan kmiecy liczył wtedy około 3,96 ha ziemi). W roku 1215 klasztor strzeliński otrzymał prawo pobierania dziesięciny z Sokolnik. Stało się to przyczyną sporu z biskupem kujawskim. W 1220 roku interweniował w tej sprawie książę Konrad mazowiecki i zmienił je na inne dobra klasztorne. Przyszedł jednak wiek XIV i Kazimierz Wielki w Kruszwicy wznosi warowny zamek z cegły – w którym rezyduje starościc królewski i mieszczą się sądy grodzkie. Wraca tradycja polowań z sokołami, a Kruszwica otrzymuje w 1422 roku prawa miejskie.

### Wieki XVI i XVII
Kolejna wzmianka (regulamin poborców z lat 1557–1566: Poliński, II.37) wymienia się przy Sokolnikach Jana Sierakowskiego – kasztelana lędzkiego z 6 łanami osiadłymi (łan królewski = od 50 do 54 ha ziemi). Przychodzi rok 1657 – Szwedzi burzą kruszwicki zamek, a na znaczeniu traci układanie sokołów. Mieszkańcy Sokolnik mają jednak swoje łany – czarną tłustą jak czarnoziem rolę. Pszenicę ładują na statki rzeczne (berlinki) przy specjalnie w tym celu zbudowanej przystani na Gople. Miód, masło, sery i jaja wożą na targ.

### Wieki XVIII i XIX
1772 rok I rozbiór Polski – tę część Kujaw zajmują Prusacy. Właściciele pobliskich Polanowie za działalność patriotyczną i narodową tracą majątek. Mieszkańcy Sokolnik zostają zobowiązani do odpracowania 1 dnia w tygodniu na rzecz nowych pruskich właścicieli. Koniec XIX wieku, a na Kujawach szaleje kulturkampf. Prusacy przeznaczają ogromną kontrybucję (po wygranej w 1871 roku wojnie z Francją) na infrastrukturę pod swoje osadnictwo, na ziemiach pozostających pod ich zaborem. Pruski styl sprawowania władzy wyzwala inwencję u Polaków. W 1881 roku powstaje w Kruszwicy polska cukrownia. Gospodarze z Sokolnik, Janikowa i Kraszyc stają się jej akcjonariuszami. Niemcy zakładają mleczarnie, a również okoliczni rolnicy, hodowcy bydła uruchamiają polską mleczarnię. Po powołaniu przez niemieckich osadników Spółdzielni Zaopatrzenia i Zbytu oraz banku, podkruszwiccy włościanie nie pozostają w tyle organizując Polską Spółdzielnie Rolnik i Bank Ludowy. W Słowniku geograficznym Królestwa Polskiego i innych krajów słowiańskich (Władysława Walewskiego i Bronisława Chlebowskiego) wydanym w 1890 r. napisano: Sokolniki – wieś w powiecie inowrocławskim położona o 5 km na południowy zachód od Kruszwicy, u źródeł rzeki Śmierni, dopływu Noteci, parafia Polanowie, poczta Kruszwica z przysiułkiem Janikowo (12 domów i 96 mieszkańców) tworzy okręg wiejski mający 36 domów i 325 mieszkańców oraz 267 ha roli.

### Wiek XX (1. połowa)
Wiek XX gospodarze witali w dobrej kondycji finansowej. Jako członkowie Kółka Rolniczego w Kruszwicy, którego prezesem był Józef Przybyszewski: właściciel majątku w Giżewie, a wiceprezesem ksiądz proboszcz Karol Panieński z Polanowie, byli jej aktywnymi działaczami. Wielu jednak rolników angażowało się w okresie międzywojennym w organizacjach politycznych. Popularnością cieszyło się szczególnie Stronnictwo Narodowe, nieco mniejszą Związek Ludowo-Narodowy, a bodaj najmniejszą Polskie Stronnictwo Ludowe Piast. We wrześniu 1940 roku większość rodzin rolniczych została wysiedlona przez niemieckie władze do kolonii Kulczyn, gmina Hańsk i Janowa – kolonia w gminie Chełm, województwo lubelskie.